# Jeon Somi
Ennik Somi Douma (Windsor, Ontario, 9 de marzo de 2001), más conocida como Jeon Somi o Somi, es una cantante, compositora, actriz, bailarina y modelo. Debutó como actriz en 2014 en la película coreana Ode to My Father. Más tarde, se convirtió en aprendiz de JYP Entertainment, y participó en los programas Sixteen y Produce 101, obteniendo el primer lugar en este último y debutando como integrante de I.O.I el 4 de mayo del 2016, promocionando con este hasta su separación en 2017. El 20 de agosto de 2018, abandonó JYP y un mes después firmó contrato con The Black Label, donde debutó como solista con el sencillo «Birthday» en junio de 2019.

## Biografía y carrera

### 2001-2003: Primeros años
Somi tiene triple ciudadanía, ya que su padre es un neerlandés-canadiense, Matthew Douma, y su madre es coreana, Jeon Sun-hee. También tiene una hermana menor llamada Evelyn. Su familia se mudó a Corea del Sur meses después de su nacimiento. Debido a su ascendencia mixta, Somi a menudo fue intimidada cuando era niña.Tiene triple nacionalidad entre Canadá, Corea del Sur y los Países Bajos.
Es cinta negra de tercer grado de taekwondo, pero no pudo ganar la cinta negra de cuarto grado como su padre debido a su edad.
Ella y su familia practican el budismo.
Asistió a Cheongdam Middle School hasta su graduación en febrero de 2017 y a Hanlim Multi Art School, donde se graduó en febrero de 2020.

### 2014-2017: Actividades predebut, debut como actriz y debut musical con I.O.I
En agosto de 2014, Somi, su madre y su abuela hicieron una breve aparición en Hello Counselor de KBS como parte de la audiencia en el estudio. También fue elegida para un cameo junto a su hermana en la película de Ode to My Father (2014) del director Yoon Je-kyoon, ya que necesitaba dos hijas birraciales. En el mismo año, realizó dos audiciones para JYP Entertainment antes de ingresar a la empresa, logrando convertirse en aprendiz al interpretar «Lonely» de 2NE1 en su última audición. 

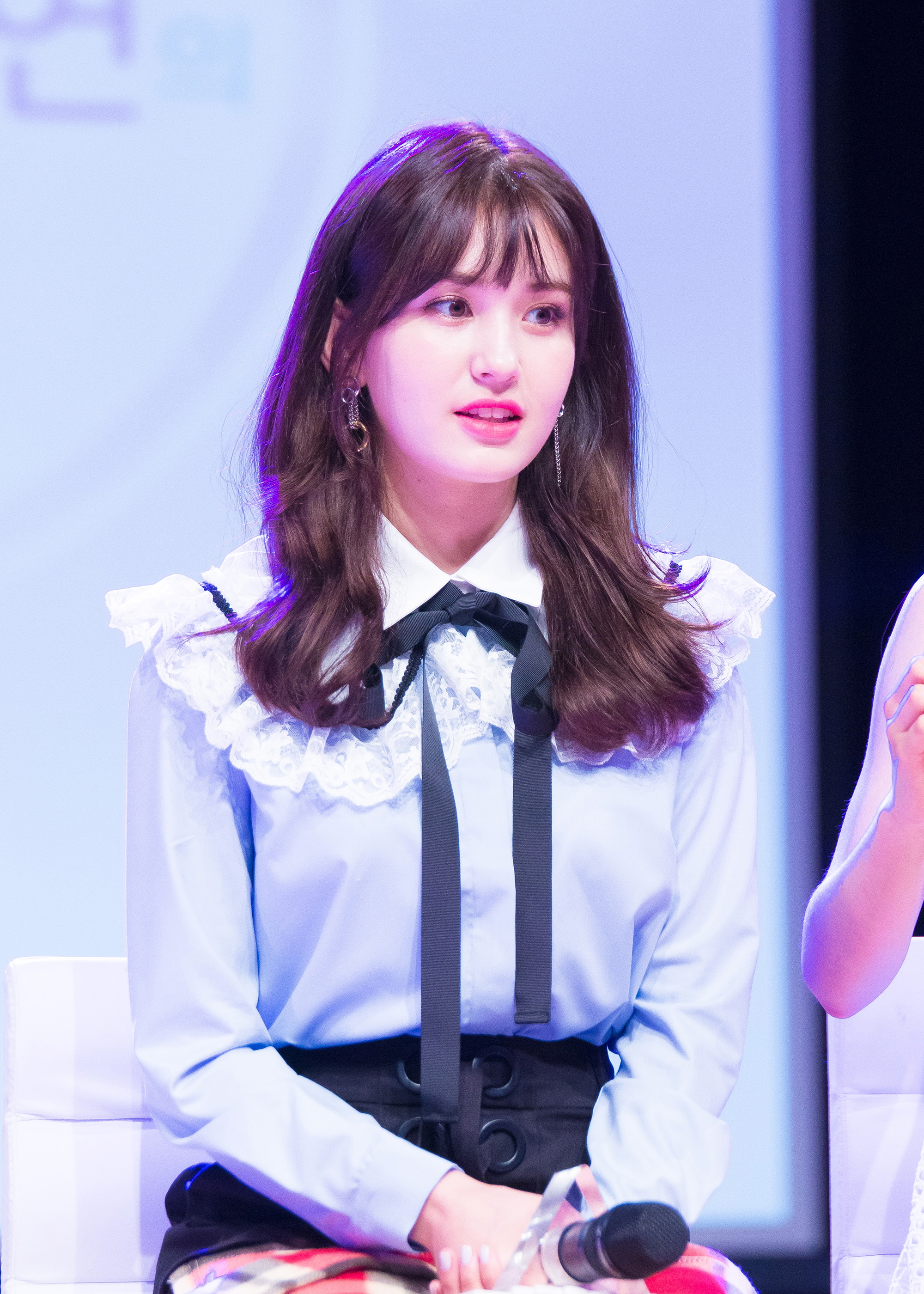
Somi en un evento de fanes, el 10 de junio de 2017.

 Como aprendiz, apareció en el videoclip de Got7 «Stop Stop It» con otras aprendices. En mayo de 2015, Somi participó en el programa Sixteen donde disputó con otras quince aprendices de JYP para ser integrante del nuevo grupo de la compañía, Twice. No obstante, fue eliminada en la ronda final, porque necesitaba mejorar más como cantante y bailarina. El fundador de JYP, Park Jin-young, declaró que Jeon era la mejor entre las concursantes, sin embargo, carecía de preparación.
En enero de 2016, Somi representó a JYP en el programa Produce 101. Terminó en primer lugar con 858 333 votos y debutó el 4 de mayo como miembro del grupo proyecto I.O.I bajo YMC Entertainment. El 10 de junio, YMC reveló que Somi sería una de las siete integrantes de la subunidad de I.O.I para promover el sencillo «Whatta Man» durante el verano. El 18 de agosto, se anunció que Somi colaboraría con sus compañeras de grupo: Yoojung y Doyeon de Weki Meki, Chungha y Chaeyeon de Dia para el sencillo «Flower, Wind and You» producido por Boi B, que fue lanzado el día 29. El 7 de octubre, Somi fue seleccionada para ser la nueva anfitriona del programa The Show de SBS MTV, junto con Wooshin de Up10tion.
El 9 de enero de 2017, se confirmó que Somi había firmado un contrato oficial con JYP para realizar actividades en solitario. I.O.I se separó oficialmente a finales de enero. El 1 de febrero, JYPE lanzó el sitio web de Somi y una comunidad de fanes donde puede comunicarse e interactuar con los fanáticos. Poco después, se unió al elenco de Sister's Slam Dunk. El 7 de marzo, el cantante Eric Nam compartió una imagen teaser de su colaboración con Somi a través de sus redes sociales. El sencillo, coescrito por Nam, titulado «You, Who?» fue lanzado el 9 de marzo. A finales de marzo, Somi fue elegida para participar en el programa Idol Drama Operation Team de KBS con idols femeninas trabajando como guionistas y actrices. Interpretó el papel de una estudiante de secundaria llamada Bo-ram. La filmación final del programa se realizó el 9 de mayo. Las siete chicas del elenco formaron un grupo llamado Girls Next Door para lanzar un sencillo como parte de la banda sonora del programa. La canción titulada «Deep Blue Eyes», coescrita y cocompuesta por Jinyoung de B1A4, fue lanzada el 14 de junio bajo Warner Music Korea. El 12 de mayo, Somi debutó con Unnies, un grupo de chicas creado para Sister Dunk. El grupo lanzó dos canciones, «Right?» y «Lalala Song». Fue acreditada como letrista de «Right?» al escribir el rap de la canción. Somi apareció en sencillo de Jun. K titulado «Nov to Feb», lanzado en noviembre de 2017.

### 2018-presente: Debut como solista
El 20 de agosto de 2018, JYP emitió un comunicado oficial en su sitio web diciendo que Somi había dejado la empresa y al mes siguiente, firmó un contrato con The Black Label, subsidiaria de YG Entertainment. Jeon reveló que se unió al sello después de su reunión con el CEO Teddy Park, citando su autenticidad mientras imaginaba planes futuros para ella. Además, Somi creía que The Black Label la ayudaría en su crecimiento como artista y como persona.

El 25 de febrero de 2019, The Black Label anunció que Somi se estaba preparando para debutar como solista con un sencillo producido por Teddy. Somi hizo su debut digital con el sencillo digital «Birthday» el 13 de junio. La canción encabezó las listas más populares de Corea del Sur, incluyendo Mnet, Bugs y Soribada. 

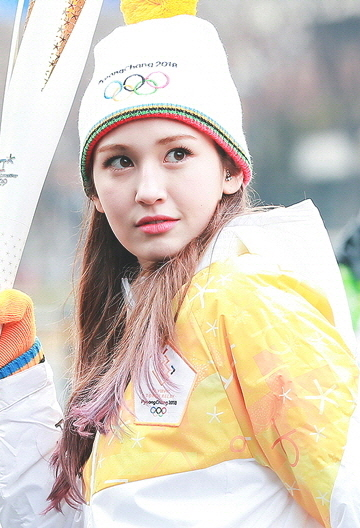
Somi en el Recorrido de la antorcha olímpica en los Juegos Olímpicos de Invierno, el 13 de enero de 2018.

 La cantante realizó su primera presentación como solista en Show! Music Core el 15 de junio, interpretando su canción debut y «Outta My Head». El sencillo también se utilizó en el tráiler de Nora From Queens protagonizada por Awkwafina. Posteriormente se unió al elenco de Law of the Jungle in Chuuk con su padre y Lose If You're Envious como panelista.
El 28 de marzo de 2020, el programa de Somi, I Am Somi, comenzó a emitirse en YouTube, contando sobre su vida diaria. En el sexto episodio del 2 de mayo, Somi reveló que su primer regreso se había pospuesto y el programa se suspendió debido a que no podía viajar por la pandemia de coronavirus. El 14 de julio, se confirmó que Somi lanzaría una nueva canción titulada «What You Waiting For» el 22 de julio. El 20 de julio, junto con el lanzamiento del sencillo, la cantante firmó con Interscope Records en asociación con Black Label para sus actividades en el extranjero. El 6 de agosto, Somi obtuvo su primera victoria en un programa musical en M! Countdown de Mnet.
El 1 de marzo de 2021, fue invitada por la Casa Azul para conmemorar el 102 aniversario de la Declaración de independencia coreana. La ceremonia se llevó a cabo en Tapgol Park en el distrito de Jongno, Seúl y contó con la presencia del presidente de Corea del Sur, Moon Jae-in. Ella recitó una lectura de la declaración junto con descendientes de activistas extranjeros completamente en coreano. La Casa Azul reveló que seleccionaron a Jeon como una representante multicultural a quien se conoce como una idol que promueve el contenido coreano en todo el mundo. Somi y la mayoría de las miembros de I.O.I se reunieron en su quinto aniversario de debut con un especial de transmisión en vivo, «Yes, I Love It!» el 4 de mayo. El 20 de julio, junto con el lanzamiento del sencillo, la cantante firmó con Interscope Records en asociación con Black Label para promocionarse fuera de Asia. El 6 de agosto, Somi obtuvo su primera victoria en un programa de música en M! Countdown de Mnet.
El 23 de julio, The Black Label anunció el tercer sencillo de Somi, el cual se titularía «Dumb Dumb» y se publicaría el 2 de agosto, a la par del anunciamiento se publicaron imágenes conceptuales. Previamente se había anunciado que la artista se encontraba trabajando en su primer álbum, pero en el anuncio del nuevo sencillo no se especificó si entraría dentro del proyecto. En conmemoración de su lanzamiento, Somi inició un el «Dumb Dumb Challenge» en TikTok, donde el hashtag obtuvo más de 70 millones de visitas en dos semanas y superó las 122.7 millones de visitas al día siguiente.
El 14 de octubre, The Black Label confirmó que Somi lanzaría su primer álbum de estudio, XOXO, el 29 de octubre.
El 7 de agosto del 2023, Jeon Somi publicó su primer EP, ''Game Plan'', de 6 canciones, con su sencillo principal "Fast Forward".

## Arte

### Moda y estilo
Cuando era niña, Somi disfrutaba expresarse a través de la ropa y la moda. Su personalidad se extendió a su propio estilo, incluido un bolso Louis Vuitton que personalizó con un dibujo de un unicornio, que creía que se parecía a ella. Somi comentó: «Me gustan los patrones y colores de monogramas. Cuando pienso en la bolsa de monogramas que mi madre llevaba hace unos 10 años, todavía creo que es genial». A través de su sencillo «What You Waiting For», Jeon participó en el proceso de planificación y estilo que se muestra en su vídeo musical y trabajó de cerca junto a Serian, el actual director de Vogue Korea. Ella seleccionó los estilos para retratar su confianza y también usó una espada en el vídeo para complementarlo con su estilo «rudo» con un significado oculto en correlación con su nombre holandés «Ennik», que se traduce como «espada». Jeon también suele invertir su tiempo en proyectos de bricolaje en los que descose su ropa, la vuelve a coser, repitiendo todo el proceso como parte de su experimento.

### Composición
Jeon comenzó a escribir canciones durante tercer año de secundaria. Su primera canción escrita por ella misma, «Outta My Head» (어질 어질), fue creada mientras aún formaba parte de I.O.I. Mientras tarareaba casualmente la melodía después de firmar con The Black Label, Teddy le preguntó si la había escrito. Con el estímulo y la ayuda del productor 24, la brillante melodía pronto se convirtió en una canción de R&B y se incluyó en su álbum debut, Birthday.

## Discografía

### Álbum de estudio
| Título    | Detalles | Mejores posiciones | Mejores posiciones | Ventas        |
| Título    | Detalles | COR                | US World           | Ventas        |
| --------- | --- | ------------------ | ------------------ | ------------- |
| XOXO      | - Lanzamiento: 29 de octubre de 2021 - Discográfica: The Black Label - Formatos: CD, descarga digital, streaming | 6                  | 14                 | - COR: 55 223 |
| Game Plan | - Lanzamiento: 7 de agosto de 2023 - Discografía: The Black Label - Formatos: CD, descarga digital, streaming    | -                  | -                  | -             |

### Sencillos
| Título                                                                            | Año                       | Mejor posición            | Mejor posición            | Mejor posición            | Mejor posición            | Mejor posición            | Mejor posición            | Ventas                    | Álbum                     |
| Título                                                                            | Año                       | COR                       | COR                       | MAL                       | NZ Hot                    | SIN                       | US World                  | Ventas                    | Álbum                     |
| Título                                                                            | Año                       | Gaon                      | Hot                       | MAL                       | NZ Hot                    | SIN                       | US World                  | Ventas                    | Álbum                     |
| Como artista en solitario                                                         | Como artista en solitario | Como artista en solitario | Como artista en solitario | Como artista en solitario | Como artista en solitario | Como artista en solitario | Como artista en solitario | Como artista en solitario | Como artista en solitario |
| --------------------------------------------------------------------------------- | ------------------------- | ------------------------- | ------------------------- | ------------------------- | ------------------------- | ------------------------- | ------------------------- | ------------------------- | ------------------------- |
| «Birthday»                                                                        | 2019                      | 22                        | 18                        | 20                        | 28                        | 8                         | 5                         | - CHN: 35 000 - EUA: 1000 | Birthday                  |
| «What You Waiting For»                                                            | 2020                      | 53                        | 33                        | —                         | 38                        | —                         | 8                         | N/A                       | XOXO                      |
| «Dumb Dumb»                                                                       | 2021                      | 8                         | 9                         | —                         | —                         | —                         | 5                         | N/A                       | XOXO                      |
| «XOXO»                                                                            | 2021                      | Por anunciarse            | Por anunciarse            | Por anunciarse            | Por anunciarse            | Por anunciarse            | Por anunciarse            | Por anunciarse            | XOXO                      |
| Colaboraciones                                                                    |                           |                           |                           |                           |                           |                           |                           |                           |                           |
| «Flower, Wind and You» (con Huihyeon, Yoojung & Chungha)                          | 2016                      | 42                        | —                         | —                         | —                         | —                         | —                         | - COR: 38,862             | Sin álbum                 |
| «You, Who?» (유후) (con Eric Nam)                                                 | 2017                      | 16                        | —                         | —                         | —                         | —                         | —                         | - COR: 191,765            | Sin álbum                 |
| «Nov to Feb» (11월부터 2월까지) (con Jun. K)                                      | 2017                      | —                         | —                         | —                         | —                         | —                         | —                         | N/A                       | Sin álbum                 |
| «–» indica que el lanzamiento no fue lanzado o no se posicionó en ese territorio. |                           |                           |                           |                           |                           |                           |                           |                           |                           |

### Composiciones
| Canción                    | Año  | Artista(s) | Álbum     | Letras  | Letras                          | Música  | Música                |
| Canción                    | Año  | Artista(s) | Álbum     | Crédito | Con                             | Crédito | Con                   |
| -------------------------- | ---- | ---------- | --------- | ------- | ------------------------------- | ------- | --------------------- |
| «Right?» (맞지?)           | 2017 | Unnies     | Sin álbum | Sí      | Kim Eana                        | No      | —                     |
| «Birthday»                 | 2019 | Jeon Somi  | XOXO      | No      | —                               | Sí      | Teddy, Bekuh Boom, 24 |
| «Outta My Head» (어질어질) | 2019 | Jeon Somi  | XOXO      | Sí      | —                               | Sí      | 24                    |
| «What You Waiting For»     | 2020 | Jeon Somi  | XOXO      | Sí      | Teddy, Danny Chung              | Sí      | Teddy, R.Tee, 24      |
| «Dumb Dumb»                | 2021 | Jeon Somi  | XOXO      | Sí      | Teddy, Danny Chung              | No      | —                     |
| «XOXO»                     | 2021 | Jeon Somi  | XOXO      | Sí      | Teddy, Danny Chung, Vince, Kush | No      | —                     |
| «Don't Let Me Go»          | 2021 | Jeon Somi  | XOXO      | Sí      | Teddy, Danny Chung, Giriboy     | No      | —                     |
| «Watermelon»               | 2021 | Jeon Somi  | XOXO      | Sí      | —                               | Sí      | 24                    |

## Filmografía

### Película
| Año  | Título           | Papel                       | Notas           |
| ---- | ---------------- | --------------------------- | --------------- |
| 2014 | Ode to My Father | Hija mayor de Yoon Mak-soon | Aparición corta |

### Programas de televisión
| Año     | Título                      | Cadena  | Notas                                    |
| ------- | --------------------------- | ------- | ---------------------------------------- |
| 2015    | Sixteen                     | Mnet    | Concursante; Eliminada en la ronda final |
| 2016    | Produce 101                 | Mnet    | Finalista                                |
| 2016-17 | The Show                    | SBS MTV | Anfitriona con Woo-shin                  |
| 2017    | Sister's Slam Dunk Season 2 | KBS2    | Miembro del elenco                       |
| 2017    | Idol Drama Operation Team   | KBS     | Miembro del elenco                       |
| 2019    | Law of the Jungle in Chuuk  | SBS     | Miembro del elenco                       |
| 2020    | I Am Somi                   | YouTube | Primer programa                          |

## Videografía
| Año  | Canción                | Notas                                           |
| ---- | ---------------------- | ----------------------------------------------- |
| 2016 | «Yum-Yum»              | Comercial de salmón de Alaska de CJ CheilJedang |
| 2017 | «You, Who?» (유후)     | Colaboración con Eric Nam                       |
| 2017 | «Right?» (맞지?)       | Con Unnies                                      |
| 2017 | «Deep Blue Eyes»       | Con Girls Next Door                             |
| 2019 | «Birthday»             | Debut (como solista)                            |
| 2020 | «What You Waiting For» | regreso (como solista)                          |